# مدرسه عشق
مدرسه الحب (آلبوم) نام یکی از آلبوم‌های کاظم الساهر، خواننده، شاعر و آهنگساز عراقی است. این آلبوم که مشتمل بر ۹ آهنگ می‌باشد در سال ۱۹۹۷ میلادی و توسط شرکت عربستانی روتانا منتشر شد.

## آهنگ‌ها
- الجمیلة - ۳:۵۰
- الرحیل - ۵:۵۳
- الک وحشة - ۳:۵۸
- باب الجار - ۵:۴۵
- زیدینی عشقا - ۷:۳۱
- سلامی - ۵:۵۱
- مدرسة الحب - ۱۱:۴۲
- وین اخذک - ۵:۵۱
- یامدلل  - ۳:۳۳